# 1272
Cette page concerne l'année 1272  du calendrier julien.
L'année 1272 est une année bissextile qui commence un vendredi.

## Événements

### Afrique
- 22 avril : trêve de dix ans signée à Césarée entre le sultan Baybars et la neuvième croisade[1].

- Le roi chrétien de Dongola David Ier, après avoir ravagé la région d'Assouan, s’empare du port d'Aydhab sur la mer Rouge, qui sert d’escale aux navires égyptiens et de lieu d’embarquement pour les pèlerins se rendant à La Mecque[2]. Il est repoussé par les musulmans dirigés par l’émir de Kous et remplacé par un de ses cousins en 1275.

- Dadu (Khanbaliq en turc, aujourd'hui Pékin) devient la capitale de l'empire mongol[3].
- Début du règne de Togatemur, khan djaghataïde de Transoxiane (fin en 1274)[4].
- Raid d’Abaqa il-qan d'Iran, au Khwarezm et Transoxiane à la fin de l'année. Il met à sac Ourgendj, Khiva puis Boukhara le 29 janvier 1273[4].

### Europe
- 21 février : Charles Ier d'Anjou s’installe à Durazzo où il se fait proclamer roi d’Albanie[5]. Il s’allie avec le tsar bulgare Constantin Tich et le tsar serbe Stefan Uroš contre Michel VIII Paléologue. Michel VIII réagit et conclut une alliance avec Nogaï, général de la Horde d'or, qui épouse une de ses filles et lance des raids contre la Bulgarie[6].
- 2 avril : après la mort de Richard de Cornouailles[7], Ottokar II de Bohême pose sa candidature au titre de « roi des Romains » mais en est écarté au profit de Rodolphe Ier de Habsbourg (1273)[8]. Une guerre s’ensuit dans laquelle Ottokar perd toutes ses conquêtes de la région des Alpes et est battu et tué à Marchfeld en 1278.
- 6 août : début du règne de Ladislas IV le Couman, roi de Hongrie (jusqu'en 1290)[9]. Il monte sur le trône à l'âge de dix ans. Les barons hongrois en profitent pour accaparer de grandes terres et mener des guerres privées.
- 3 - 5 juin : les troupes du roi de France Philippe le Hardi assiègent et prennent le château de Foix au comte Roger-Bernard qui est fait prisonnier[10]. Le roi de France incorpore l'héritage de son oncle Alphonse de Poitiers au domaine royal français (comté de Toulouse, Poitou et Auvergne). Eustache de Beaumarchès devient le premier sénéchal de Toulouse et d'Albigeois pour le roi de France (fin en 1294).
- 11 octobre : le dominicain Robert Kilwardby devient archevêque de Cantorbéry (fin en 1279)[11].
- 20 novembre[12] : début du règne d'Édouard Ier d'Angleterre (jusqu'en 1307).
- Novembre : Thomas d'Aquin quitte Paris et se rend à Naples où il s’occupe d’une nouvelle école dominicaine[13].

- Début du règne de Basile Iaroslavitch de Kostroma, grand-prince de Vladimir (fin en 1276)[14].
- Ulrich von Dürrenholz, gouverneur d’Ottokar en Styrie conquiert la Carniole et s’impose comme capitaine général du Frioul[15].